# Brigade Boys Club
Maillots
Le Brigade Boys Club (en népalais : ब्रिगेड ब्वाइज क्लब), plus couramment abrégé en Brigade Boys, est un club népalais de football fondé en 1930 et basé dans la ville de Patan.